# Мерзляков, Владимир Дмитриевич
Владимир Дмитриевич Мерзляков (1927—2018) — советский учёный и педагог в области баллистики, кандидат физико-математических наук (1989), профессор (1988), заслуженный профессор ТГУ (2010).

## Биография
Родился 4 марта 1927 года на станции Козулька Ачинского округа Сибирского края в семье железнодорожников.
С 1943 года, в возрасте семнадцати лет, был призван в ряды Рабоче-Крестьянской Красной армии и добровольцем направлен в действующую армию на фронт. Участник Великой Отечественной войны в составе 280-й бригады противовоздушной обороны Тихоокеанского флота, с 1945 года был участником Советско-японской войны, имел благодарности от Верховного Главнокомандующего И. В. Сталина.
С 1950 по 1955 годы проходил обучение на специальном отделении механико-математического факультета Томского государственного университета, во время учёбы за отличие в учёбе являлся сталинским стипендиатом, избирался членом комитета комсомола ТГУ и секретарём комсомольской организации специального отделения ТГУ. С 1955 года начал свою педагогическую деятельность в Томском государственном университете: с 1955 по 1959 годы — ассистент кафедры № 2 специального отделения физического факультета, с 1959 по 1962 год — аспирант кафедры внутренней баллистики, с 1962 по 1966 годы — ассистент, с 1966 по 1967 годы — старший преподаватель, с 1967 по 1968 годы — доцент. С 1968 по 1982 годы, в течение четырнадцати лет — заведующий кафедрой № 2 специального отделения физического факультета, с 1982 по 1985 годы в учёном звании — доцента по этой кафедре. С 1985 года — профессор по кафедре динамики полета физико-технического факультета, одновременно с 1978 по 1990 годы, в течение двенадцати лет — декан физико-технического факультета Томского государственного университета.
Одновременно с педагогической деятельностью занимался и научно-исследовательской работой: с 1956 по 1968 годы — младший научный сотрудник лаборатории специального отдела Сибирского физико-технического института. С 1968 по 1978 годы — старший научный сотрудник Специальной лаборатории Научно-исследовательского института прикладной механики и математики. В 1966 году защитил диссертацию на соискание учёной степени кандидата физико-математических наук по специальной тематике. В 1968 году присвоено учёное звание — доцент, в 1988 году присвоено учёное звание — профессор. В 2010 году присвоено почётное звание — заслуженный профессор ТГУ.
Помимо основной деятельности занимался и общественной работой: с 1963 по 1979 годы был участником Всесоюзной конференции по проблемам высокоскоростного метания, с 1982 по 1990 годы участник ежегодного семинара МВТУ им. Н. Э. Баумана, Всесоюзного симпозиума по макрокинетике и химической газодинамике, Всесоюзного семинара заведующих кафедрами: 1973 год — МГУ, 1979 год — ТбГУ, 1981 год — ДГТУ. В. Д. Мерзляков был автором более ста шестидесяти научных работ, более десяти авторских свидетельств на изобретения, был руководителем более десяти кандидатов наук.
Скончался 14 апреля 2018 года в Томске.

## Награды
Основной источник:
- Орден Отечественной войны II степени (1985)
- Медаль «За трудовое отличие» (1981)
- Медаль «За победу над Германией в Великой Отечественной войне 1941—1945 гг.»
- Медаль «За победу над Японией» (1946)
- Медаль имени Ю. А. Гагарина Федерации космонавтики СССР (1990)
- Медаль имени С. П. Королёва Федерации космонавтики России (2002)

## Звания
- Почётный работник высшего профессионального образования Российской Федерации (1996)

## Премии
- Трижды лауреат Премии Министерства высших учебных заведений РСФСР — «за работы, выполненные по постановлениям Совета Министров СССР»